# Gilles Salou
Gilles Salou, né le 10 janvier 1963 à Paris, est un footballeur et entraîneur français. 

## Biographie
Salou commence sa carrière professionnelle avec le RC Franc-Comtois, qui deviendra plus tard le Racing Besançon. Intégrant l'effectif professionnel durant la saison 1981-1982, il devient un titulaire important pendant quatre saisons. Après une année en première division, avec le SC Toulon-Var, il dépasse les frontières pour jouer en Suisse, avec le Vevey-Sports, évoluant en deuxième division suisse. 
Il revient en France au sein du Football Club de Martigues, en 1988, et y reste pendant deux saisons. Salou a l'occasion d'évoluer deux ans sous le maillot du Sporting Club de Bastia, mais n'a pu prolonger comme prévu son aventure au sein du club Corse, à la suite de la catastrophe de Furiani du 5 mai 1992 qui a gelé toute possibilité de prolongation de contrat. Il fait donc une saison au sein de l'AS Nancy-Lorraine, puis le défenseur se met en retrait du monde professionnel. Il dispute une année avec l'AS Lyon-Duchère, en National 1 (troisième division française) avant de devenir entraîneur-joueur de l'USC Corte, en Corse.
Après une année comme entraîneur adjoint et joueur au FC Rouen aux côtés de ami Laurent Roussey, il termine sa carrière de footballeur à l'US Cluses-Scionzier en 1998. Salou continue, cependant, à assumer son poste d'entraîneur jusqu'en 2001. En 2002, il prend en main l'équipe du RCS La Chapelle, en CFA, et fait deux saisons sur le banc. 
Salou va ensuite devenir responsable du Pôle espoirs (FFF) d'Aix-en-Provence, puis de celui de Dijon pendant près de 10 ans. 
En 2014, il est nommé directeur du centre de formation de l'Évian Thonon Gaillard FC et entraîneur de l'équipe réserve.
En 2017, il assure le remplacement de la direction du centre de formation des Féminines de l'Olympique Lyonnais.
A la tête des U17 Nationaux du Nîmes Olympique de 2018 à 2021, il est dorénavant entraîneur assistant de l'équipe réserve de l'ESTAC (National 3).